# Honda CBR1100XX

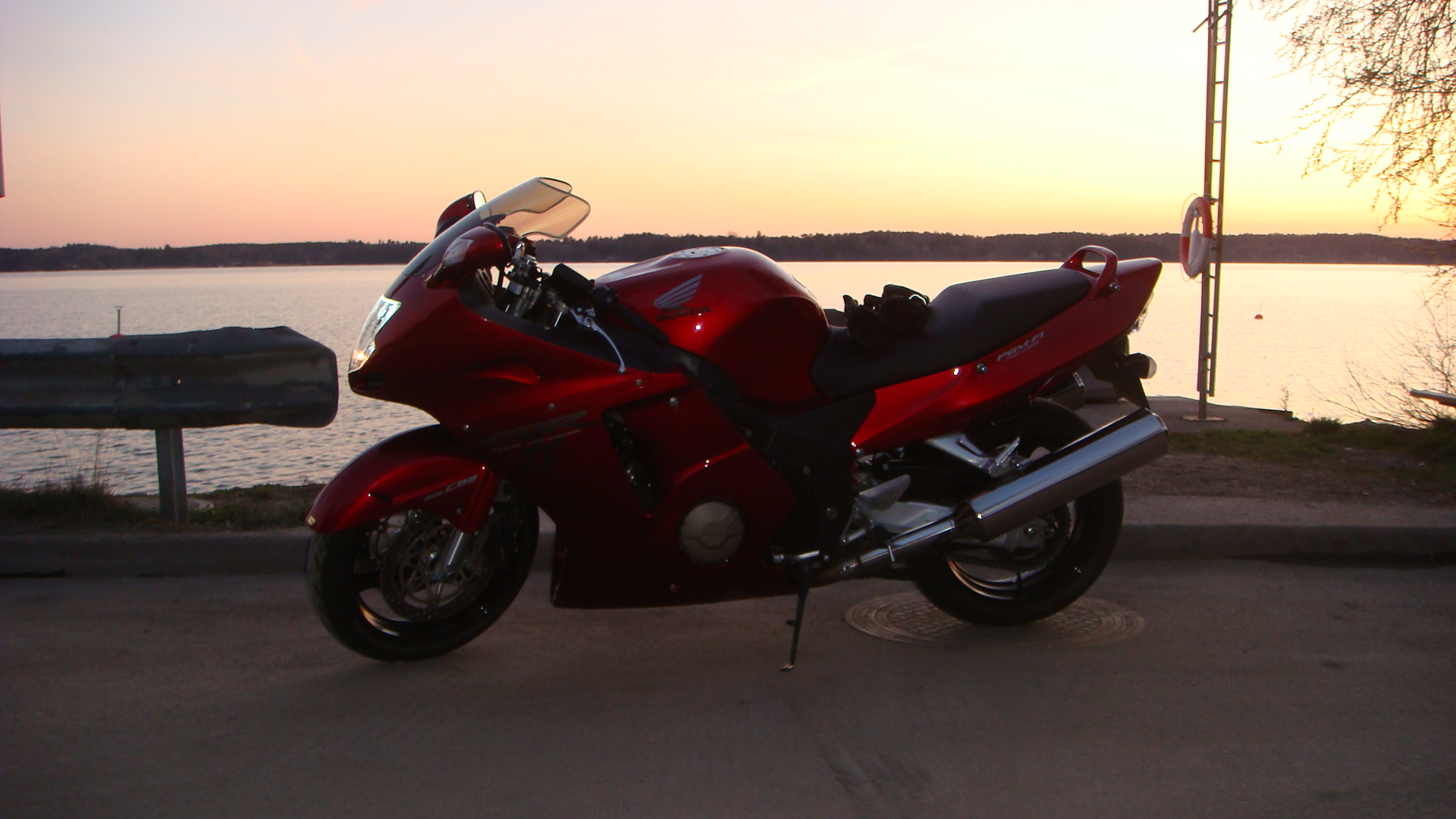
En Blackbird väster om Stockholm under vacker solnedgång

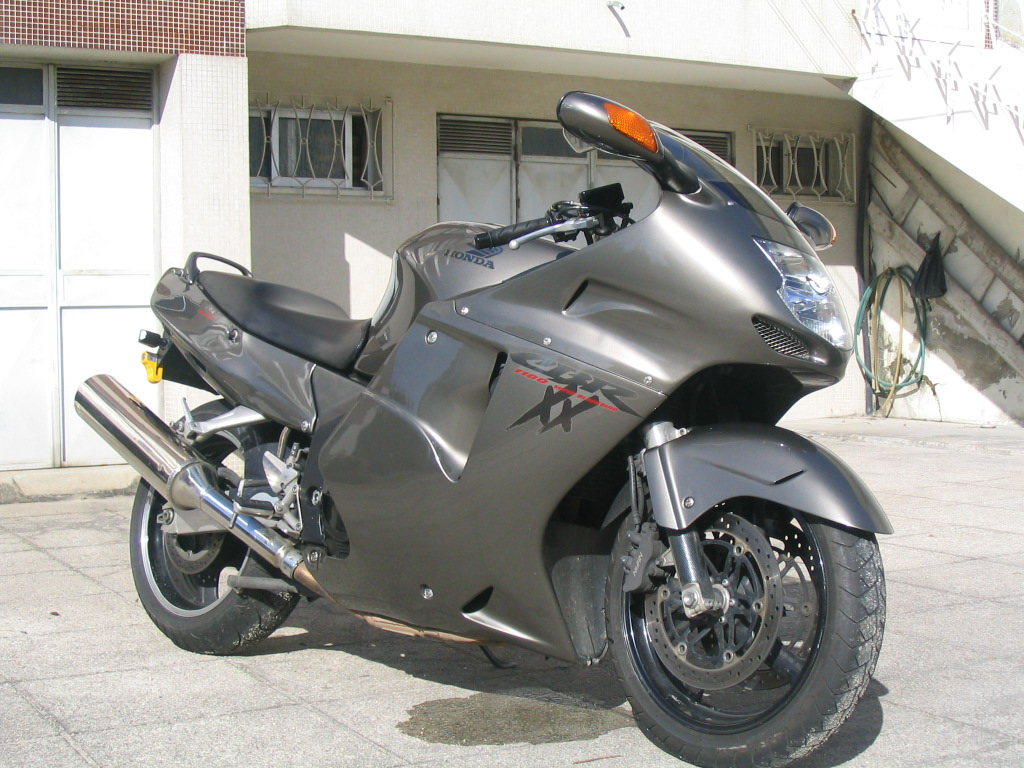

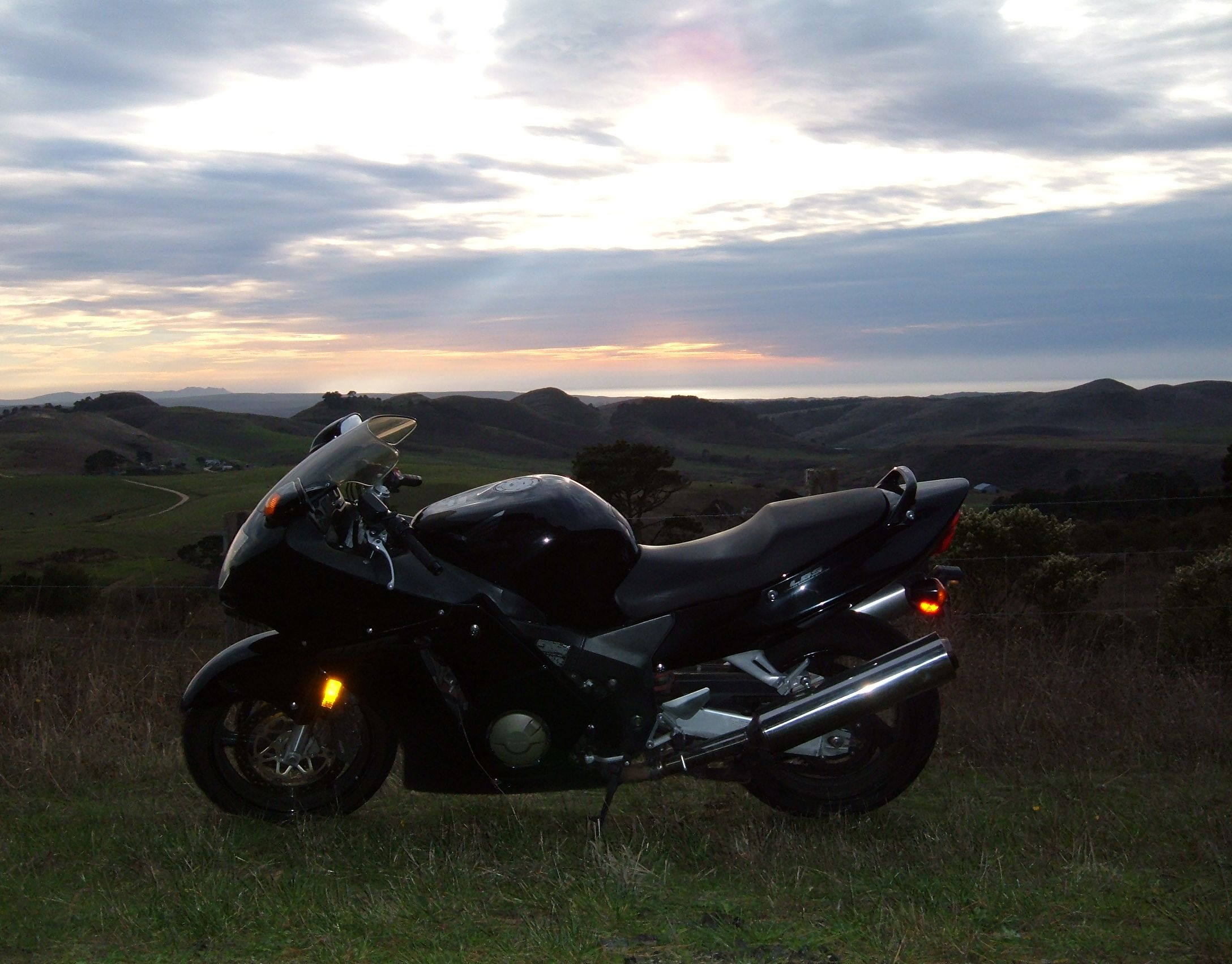
Honda CBR1000XX årsmodell 1999

Honda CBR1100XX Blackbird är en sporttouringmotorcykel från Honda. 

## Historia
Honda CBR 1100XX introducerades officiellt 1997, även om det finns enstaka exemplar från 1996. Modellens föregångare var Honda CBR 1000F.
Namnet Blackbird eller Super Blackbird avsågs ge en tydlig anspelning på den mycket snabba namnen SR-71 Blackbird inom flygplansvärlden. Modellen lanserades som världens snabbaste serieproducerade motorcykel. Den närmast snabbaste konkurrenten var Kawasaki ZZR 1100. 
Suzuki lanserade 1999 Suzuki Hayabusa som tveklöst var snabbare och sedan dess har kampen om världens snabbaste serieproducerade motorcykel stått mellan Suzuki och Kawasaki.
År 2007 var det sista året som CBR 1100XX producerades. Någon efterföljare har Honda ännu inte lanserat.

### Egen motorcykelklass
Dessa motorcyklar, typiskt representerade av Kawasaki ZZR 1100, -ZZR 1200, -ZZR 1400; Honda CBR 1100 XX och Suzuki GSX 1300R, utvecklades med särskild vikt på acceleration och mycket hög toppfart, varför motorprestanda, aerodynamisk effektivitet och högfartsstabilitet prioriterades över komfortegenskaperna.

## Prestanda och större modifieringar
Trots 10 år på marknaden genomgick modellen få uppgraderingar. De största listas nedan.
| Årsmodell (beteckning) | Färger och -koder | Topphastighet (km/h) | Max Effekt (hkr) | Vridmoment (Nm) | Kommentar |
| ---------------------- | --- | -------------------- | ---------------- | --------------- | --- |
| 1997 (CBR 1100XX-V)    | - Titanium metallic, YR-183 M - Mute black metallic, NH-359 M - Candy Muthos Magenta, R-228 C                                         | 295                  | 164              | 127.0           | - Förgasare |
| 1998 (CBR 1100XX-W)    | Som ovan |                      |                  |                 | - Ändring av termostathuset. |
| 1999 (CBR 1100XX-x)    | - Pearl Prism Black, NH-418 P - Candy Glory Red, R-101 C-U - Candy Phoenix Blue, PB284C                                               | 293                  | 164              | 124.5           | - Bränsleinsprutning (PGM-FI; Programmed Fuel Injection) ersatte förgasarna. - Avgassystem med katalysator introducerades (Euro 1). - Elektroniskt stöldskyddssystem introducerades; senare kallat H.I.S.S (Honda Ignition Security System). - Nytt luftintag kopplad direkt till luftfiltret (Honda's Direct Air Intake System). Tidigare kopplades de främre luftintagen under huvudstrålkastarna till oljekylaren. Denna ändring ger ett dynamiskt lufttryck till motorns insug, dvs högre effekt vid högre hastighet (från 200 km/h). - Oljekylaren modifierades (18% högre volym) och fick en separat kylfläkt. - Bakljuset modifierade till större sådant. - En lättare 7-skivig koppling med förbättrat friktionsmaterial ersatte den 9-skiviga. - Bränsletankens kapacitet ökade med 2 liter till 24 liter. - Automatisk choke ersatte den manuella. - Justerad PCV (Proportional Control Valve) som fördelar kraften mellan frambroms och bakbroms i Dual-CBS (Connected Brake System) bromssystemet. |
| 2000 (CBR 1100XX-y)    | Som ovan |                      |                  |                 | Inga kända ändringar. |
| 2001 (CBR 1100XX-1)    | - Darkness Black Metallic, NH463M - Candy Glory, Red R-101 C-U - Candy Phoenix Blue, PB284C - Accurate Silver Metallic, NH146M        | 275                  | 152              | 115.0           | - Digitala (LCD skärmar) visare introducerades, varvräknare fortfarande analog. - Avgassystem med lambda sond introducerades. - Kraftfullare batteri på 11 Ah (YTZ12-S) ersatte det förra på 10 Ah (YTX12-BS). - Ny bränsletrycksregulator på 50 psi ersatte det förra på 43 psi. |
| 2002 (CBR 1100XX-2)    | - Darkness Black Metallic, NH463M - Candy Blazing Red, R-195 C - Candy Phoenix Blue, PB284C - Accurate Silver Metallic, NH146M        |                      |                  |                 | Inga kända ändringar. |
| 2003 (CBR 1100XX-3)    | Som ovan |                      |                  |                 | Inga kända ändringar. Sista året modellen importerades till USA. |
| 2004 (CBR 1100XX-4)    | - Darkness Black Metallic, NH463M - Candy Tahitian Blue, PB-215 C - Accurate Silver Metallic, NH146M - Matte Gunpowder Black. NH-436M |                      |                  |                 | Inga kända ändringar. |
| 2005 (CBR 1100XX-5)    | - Darkness Black Metallic, NH463M - Candy Phoenix Blue, PB284C - Accurate Silver Metallic, NH146M                                     |                      |                  |                 | Inga kända ändringar. |
| 2006 (CBR 1100XX-6)    | - Darkness Black Metallic, NH463M - Iron nail silver metallic, NH-167D                                                                |                      |                  |                 | Inga kända ändringar. |
| 2007 (CBR 1100XX-7)    | Som ovan |                      |                  |                 | Inga kända ändringar. Sista året modellen producerades. |

## Motor och transmission
| Motor                                                         | Rak fyrcylindrig vätskekyld fyrtakt, 16 ventiler, dubbla överliggande kamaxlar samt dubbla balansaxlar, knacksensor. Motorn är stumt upphängd i ramen. |
| Slagvolym                                                     | 1137 cm3 |
| Cylinderdiameter x Slaglängd                                  | 79 x 58 mm |
| Kompressionsförhållande                                       | 11:1 |
| Bränslesystem                                                 | \| 1997 - Förgasare, 4 st, 42 mm innerdiameter \| \| 1999 - Bränsleinsprutning, PGM-FI (Programmed Fuel Injection)[6] \|                               |
| Tändning                                                      | Datorstyrd transistortyp |
| Motorns vikt                                                  | 83.0 kg |
| Växellåda                                                     | Sexväxlad |
| Kraftöverföring                                               | Kugghjul och kedja av o-ringstyp |
| 1997 - Förgasare, 4 st, 42 mm innerdiameter                   | |
| 1999 - Bränsleinsprutning, PGM-FI (Programmed Fuel Injection) | |

## Chassi, bromsar, vikt etc
| Ramtyp                             | Delta "box" aluminium ramverk, med nedre del i gjuten aluminium ihopsvetsad med fyrkantsprofiler                                                                   |
| Dimensioner (Längd x Bredd x Höjd) | 2 160 x 720 x 1 170 mm |
| Hjulbas                            | 1 490 mm |
| Säteshöjd                          | 810 mm |
| Markfrigång                        | 130 mm |
| Frambromsar                        | Dubbla skivbromsar, 310 mm diameter, bromsok med tre kolvar, flytande skivor, Honda DCBS                                                                           |
| Bakbromsar                         | Enkel skivbroms, 256 mm diameter, bromsok med tre kolvar, flytande skiva, Honda DCBS                                                                               |
| Hjulupphängning fram               | Gaffel, 43 mm diameter, 120 mm spel, Honda Multi-Action System (HMAS)                                                                                              |
| Hjulupphängning bak                | Dubbla bärarmar i fyrkantsprofil, 40 mm x 90 mm dimension, enkel gasstötdämpare, justerbar returdämpning, 120 mm spel, Pro-Link, HMAS (Honda Multi-Action System), |
| Däckdimensioner                    | Fram 120/70 ZR17 (58 W), bak 185/55 ZR17 (73W) |
| Bränsletankkapacitet               | 23 Liter, 4 liter kvar då reservbränslelampan börjar lysa |
| Torrvikt                           | 227 kg |

### Pro-Link hjulupphängning

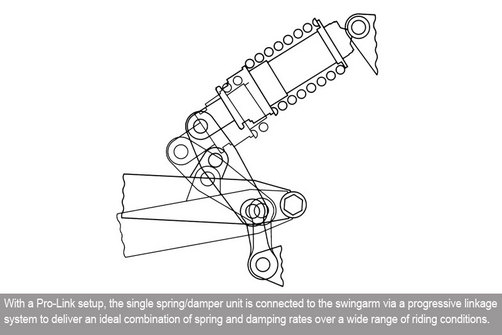
Sketch of the Honda Pro-Link suspension

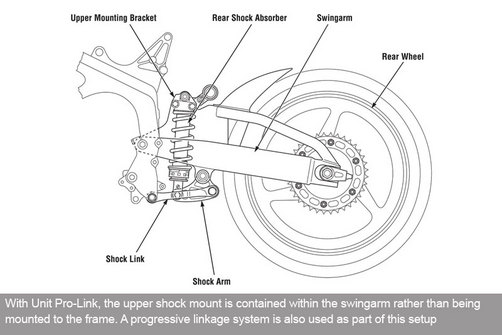
Sketch of the Honda Pro-Link suspension

Se bilderna i höger marginal.

## Fotnoter
1. ↑  Bild på Honda CBR1000F här.
2. ↑  http://www.youtube.com/watch?v=BxatHIVw0GI Lanseringsvideo där kopplingen till Lockheed SR-71 Blackbird är tydlig.
3. ↑  En uttömmande Suzuki GSX 1300R Hayabusa artikel på engelska.
4. ↑  Från år 2001 introducerade de japanska tillverkarna en spärr som begränsade toppfarten till 299 km/h, se den engelska artikeln.
5. ↑  Uppgifterna kan skilja mellan olika marknader (bl.a. när katalysatorn introducerades, vilken stal en del effekt)
6. ↑  Introducerades i Honda RVF RC45 superbike.
7. ↑  Honda Dual Combined Brake System som är ett länkat bromssystem, dvs frambromsen påverkar bakbromsen och vice versa. Progressiv kraftöverföring från bakbroms till frambroms under hård inbromsning. En fördröjningsventil minskar nigningseffekten då endast bakbromsen används